# Miasta w Gabonie
Według danych oficjalnych pochodzących z 2010 roku Gabon posiadał ponad 30 miast o ludności przekraczającej 1 tys. mieszkańców. Stolica kraju Libreville jako jedyne miasto liczyło ponad pół miliona mieszkańców; 1 miasto z ludnością 100–500 tys.; 1 miasto z ludnością 50–100 tys.; 5 miast z ludnością 25–50 tys. oraz reszta miast poniżej 25 tys. mieszkańców.

## Największe miasta w Gabonie
Największe miasta w Gabonie według liczebności mieszkańców (stan na 2010):
| Lp. | Miasto               | Prowincja        | Liczba ludności |
| --- | -------------------- | ---------------- | --------------- |
| 1.  | Libreville           | Estuaire         | 753 550         |
| 2.  | Port-Gentil          | Ogowe Nadmorskie | 142 280         |
| 3.  | Franceville (Masuku) | Górne Ogowe      | 56 002          |
| 4.  | Oyem                 | Woleu-Ntem       | 40 235          |
| 5.  | Moanda               | Górne Ogowe      | 39 298          |
| 6.  | Mouila               | Ngounié          | 29 286          |
| 7.  | Lambaréné            | Środkowe Ogowe   | 26 998          |
| 8.  | Tchibanga            | Nyanga           | 25 239          |
| 9.  | Koulamoutou          | Ogowe-Lolo       | 21 143          |
| 10. | Makokou              | Ogowe-Ivindo     | 17 688          |

## Alfabetyczna lista miast w Gabonie
- Aboumi
- Akanda
- Akiéni
- Akok
- Bakoumba
- Bifoun
- Bitam
- Bongoville
- Booué
- Boumango
- Cocobeach
- Ekata
- Fougamou
- Franceville
- Gamba
- Guiétsou
- Iboundji
- Kango
- Koulamoutou
- Lalara
- Lambaréné
- Lastoursville
- Léconi
- Libreville (stolica)
- Makokou
- Mayumba
- Mbigou
- Médouneu
- Mékambo
- Mimongo
- Minvoul
- Mitzic
- Moanda
- Momo
- Mouila
- Mounana
- Ndendé
- Ndindi
- Ndjolé
- Nkan
- Nkolabona
- Ntoum
- Okandja
- Onga
- Omboué
- Owendo
- Oyem
- Ovan
- Pana
- Petit Loango
- Pointe Denis
- Port-Gentil
- Tchibanga
- Tsogni